# Прапор Англійської співдружності

Командний прапор, який використовували генерали на морі, датований 1652–1654 роками.

Прапор Англійської співдружності - різні прапори кораблів Англійської республіки під час міжкроролів'я в 1649-1660 рр.
Кораблі роялістів продовжували використовувати королівський прапор Великої Британії 1606 року, тоді як 22 лютого 1649 року Державна рада вирішила надіслати парламентському флоту наказ (підписаний Олівером Кромвелем 23 лютого) про те, що «кораблі в морі на службі Держави мають використовувати лише червоний хрест на білому тлі» (тобто прапор Англії). 5 березня 1649 року Рада також розпорядилася, «щоб прапор, який мають використовувати адмірал, віце-адмірал і пер-адмірал, був тим, що зараз представлений, а саме, гербами Англії та Ірландії у двох половинах». Єдиний збережений приклад військово-морського прапора за цим описом зберігається в Національному морському музеї в Гринвічі, інші стали жертвою знищення символів Співдружності під час реставрації Карла II. Шотландія була офіційно об’єднана з Англією в 1654 році. За словами Перріна (1922), хрест Шотландії не з’являвся знову на військово-морських прапорах Співдружності до 1658 року.
У 1658 році особистий штандарт Кромвеля як лорда-протектора став «Штандартом для генерала флоту Його Високості», тоді як прапор з хрестом і арфою був замінений на «Протекторат-Джек», що складається з прапора королівського Союзу з додаванням ірландської арфи в центрі.

## Прапори співдружності

Прапор, який використовувався парламентським флотом Співдружності та каперами, починаючи з 22 лютого 1649 р.
Прапор Співдружності, який вживали адмірал, віце-адмірал і контр-адмірал. 5 березня 1649 року Рада розпорядилася, щоб прапор, який мають вживати адмірал, віце-адмірал і рере-адмірал, був тим, що зараз представлено, а саме, гербом Англії (Червоний Георгіївський хрест на білому) і Ірландії (золота арфа на блакитному) в двох частинах.
Прапор Співдружності з 1651 по 1658 роки.
Штандарт лорда-протектора з 1653 по 1659 рік.
Прапор, який використовувався Співдружністю після 1658 року.

## Зовнішні посилання
- http://flagspot.net/flags/gb-inter.html